# Racing Luck
Racing Luck es una película de comedia muda estadounidense de 1924 dirigida por Herman C. Raymaker y protagonizada por Monty Banks, Helen Ferguson y Lionel Belmore.

## Trama
Como se describe en una reseña de una revista de cine, Mario, un joven inmigrante italiano, llega a la ciudad de Nueva York y se enamora de Rosina, una joven. Se convierten en compañeros de baile en un café. Mario levanta una copa para brindar por la Estatua de la Libertad pero un policía lo detiene, ya que la Ley Volstead establece la prohibición de bebidas alcohólicas. El líder de la pandilla Tony Mora está celoso de él y le da a Mario algunos momentos difíciles, pero azota a varios miembros de la multitud de Tony y noquea al líder. Después de aprender a conducir un Ford, lo inducen a participar en una carrera en ruta. Los conspiradores bloquean su coche de carreras a toda velocidad y no tiene frenos. A medida que la máquina corta círculos, salta a los campos y realiza todo tipo de travesuras increíbles, la diversión crece rápida y furiosa mientras los espectadores alternativamente se balancean de risa y jadean en simpatía con el conductor aficionado que escapa por un pelo de una muerte súbita. Mientras Mario se encuentra en serias dificultades, se gana el cariño de Rosina y todo acaba bien.

## Elenco
- Monty Banks como Mario, el niño
- Helen Ferguson como Rosina, la chica
- Martha Franklin como la señora Bianchi, La Madre
- D.J. Mitsoras como Bianchi, El Padre
- Lionel Belmore como El Tío
- Francis McDonald como Tony Mora
- William Blaisdell como Propietario del Café
- Al Martín como miembro de la pandilla de Tony
- Al Thompson como miembro de la pandilla de Tony
- Edward Carlie como miembro de la pandilla de Tony
- Scaduto como miembro de la pandilla de Tony

## Preservación
Las copias de Racing Luck se encuentran en las colecciones de la Cinémathèque royale de Belgique en Bruselas y del Gosfilmofond en Moscú.